# Colobosaura kraepelini
Colobosaura kraepelini är en ödleart som beskrevs av  Werner 1910. Colobosaura kraepelini ingår i släktet Colobosaura och familjen Gymnophthalmidae. Inga underarter finns listade i Catalogue of Life.